# Ceraspis colon
Ceraspis colon är en skalbaggsart som beskrevs av Hermann Burmeister 1855. Ceraspis colon ingår i släktet Ceraspis och familjen Melolonthidae. Inga underarter finns listade i Catalogue of Life.